# Xylocopa lateritia
Xylocopa lateritia är en biart som beskrevs av Smith 1854. Xylocopa lateritia ingår i släktet snickarbin, och familjen långtungebin. Inga underarter finns listade i Catalogue of Life.